# Тахцис, Костас
Костас Тахцис (греч. Κώστας Ταχτσής; 8 октября 1927, Салоники — 25 августа 1988, Афины) —  греческий писатель, поэт и переводчик, один из крупнейших представителей греческой литературы второй половины XX века.

## Биография
Отец Костаса Такциса, Григориос, и его мать Эли происходили из Восточной Румелии – региона Фракии, ныне принадлежащего Болгарии. В возрасте семи лет юный Костас расстался с родителями и был отправлен к бабушке в Афины. Здесь он отучился в средней школе и поступил в юридическую школу Афинского университета, которую позже бросил, так и не завершив обучения.
В 1947 году его призвали в армию, а в 1951 году Тахцис, хорошо знавший английский, получил должность помощника американского директора проекта плотины Лурос. В 1954 году Костас Тахцис покинул Грецию и отправился путешествовать по миру: он жил в Австралии, США, разных странах Западной Европы и Африки. Он работал помощником режиссера на съемках фильма «Мальчик на дельфине», менеджером пианиста, матросом на датском грузовом корабле, грузчиком в магазине и станционным смотрителем на железной дороге, в пресс-службе Государственного банка Австралии. В 1964 году вернулся в Грецию, где зарабатывал на жизнь как гид, переводчик, позже – как профессиональный литератор. Несколько раз арестовывался полицией в период правления режима «черных полковников» (1967–1974).
Тахцис был открытым гомосексуалом и выступал против преследования и маргинализации геев.
25 августа 1988 года сестра  Костаса Тахциса  обнаружила его тело в их доме в Колоно. Это преступление так и не было раскрыто. Официальные сообщения о результатах вскрытия гласили, что смерть Тахциса наступила в результате удушения около 2 часов ночи за сутки до того, как был обнаружен его труп.

## Творчество
Костас Такцис вступил в греческую литературу в начале 1950-х годов  сборниками стихов: Δέκα ποιήματα («Десять стихотворений»), Μικρά ποιήματα («Маленькие стихи») и Περί ώραν δωδεκάτην («На пути к двенадцатому часу») – позже он отказался от этих книг.
Затем вышли еще два сборника:  Συμφωνία του «Μπραζίλιαν» («Бразильская симфония»)  в 1954 году  и Καφενείο "Το Βυζάντιο" («Кафе Византия») в 1956-м.
В 1962 году Костас Тахцис опубликовал свой роман Το τρίτο στεφάνι («Третий брак»), который спустя несколько лет принес  ему международное признание. В 1972 году вышел его сборник рассказов  Τα ρέστα («Сдача»), а в 1979 году - серия автобиографических рассказов под общим названием Η γιαγιά μου η θήνα («Бабушки мои Афины»).
Уже после смерти Костаса Тахциса увидели в свет еще несколько сборников его рассказов и эссе:
- 1989: Το φοβερό βήμα («Страшный суд»)
- 1992: Απο τη χαμηλή σκοπιά («Из скромной сторожевой башни»)
- 1996 год: Συγγνώμην, εσείς δεν είσθε ο κύριος Ταχτσής; («Простите, вы мистер Такцис?»)
- 1996: Τετράδιον εκθέσεων Κονσταντίνου Γρηγ. Ταχτσή («Выставочная тетрадь Константино Грег. Такциса»),
- 2002: Ένας έλληνας δράκος στο Λονδίνο («Греческий дракон в Лондоне»).

Тахцис также переводил древнегреческую драму, в основном комедии Аристофана («Лягушки», «Облака», «Птицы», «Лисистрата») и современную иностранную литературу. Вместе с Наносом Валаоритисом и другими входил в состав редакционной группы новаторского литературного журнала Pali (1964 - 1967).

## Роман «Третий брак»
Самым известным произведением Костаса Тахциса стал его единственный роман «Третий брак». Действие романа разворачивается в Греции в 1930-е годы, во время второй мировой войны, Оккупации и гражданской войны. Повествование ведется от имени двух женщин – Экави (Гекубы) и Нины, которые описывают происходящее с ними, их семьями и близкими. особенностью романа стало использованием Тахцисом яркого живого разговорного языка, что нарушало принятые в новогреческой литературе каноны и произвело огромное впечатление на читателей и критиков. Они отмечали, что героини романа говорят «повседневным, подвижным, человеческим и знакомым языком, без украшений и преувеличений, погруженные в пытки и несчастья мира. Это простой, теплый и свободный греческий язык, которым можно описать вкусы, места, внутреннюю атмосферу, энергию, драматические события, наполненные юмором, горькие сны, попытки выживания, печали и радости»(Г. Маниотис). Алекос Фасианос назвал эту книгу «свежей и неподвластной времени», Менис Кумантареас отмечал: «Он освободил новых прозаиков от оков каллиграфии и филологизма».
Роман был частично написан  в Австралии и завершен уже после возвращения Тахциса в Грецию. Писателю не удалось найти для «Третьего брака» издателя на родине, и в 1962 году Тахцис издал роман за свой счет. Мировая известность романа «Третий брак» и его автора началась после того, как роман был переведен на французский язык Жаком Лакарриером и опубликован издательством Gallimard в 1967 году под названием Le troisième anneau. В 1969 году роман «Третий брак» стал первым греческим романом, который выпустило на английском языке издательство Penguin Books. В 1985 году вышел новый английский перевод, выполненный Джоном Чиолесом и опубликованный издательством Hermes.
Греческая телекомпания ANT1 TV в 1995 году выпустила телесериал по книге с Неной Менти в роли Нины и Лидой Протопсалти в роли Экави. Национальный театр Греции в 2009–2010 гг. показывал четырехчасовую адаптацию романа для театра, подготовленную труппой под руководством Стаматиса Фассулиса.

## Переводы на русский язык
Русский перевод романа «Третий брак» впервые был выполнен переводчиком Анной Ковалевой и был опубликован в журнале «Иностранная литература» (№2, 2008). 
Первое отдельное издание произведений Тахциса на русском языке появилось в 2019 году, когда издательство «ОГИ» в серии «Греческая библиотека» выпустило сборник «Костас Тахцис: Третий брак. Собрание произведений». В него вошли роман «Третий брак» и рассказы сборника «Бабушки мои Афины» в переводе Анны Ковалевой. В том же году в журнале "Вестник Европы" были опубликованы рассказы "Бабушки мои Афины" и "Маленькая жизнь с Сеферисом".

## Публикации на русском языке
- Третий брак. Пер. А. Ковалевой // Иностранная литература, 2008, № 2.
- Костас Тахцис: Третий брак. Собрание произведений. М: ОГИ, 2019.
- Костас Тахцис. Рассказы // Вестник Европы, 2019, № 52.